# Севильский университет
Севи́льский университет (исп. Universidad de Sevilla) — высшее учебное заведение в столице Андалусии, Севилье, один из двух университетов города. Один из крупнейших и старейших университетов Испании и третий университет в Испании и первый в Андалусии по количеству студентов. Ректорат университета размещается в старинном здании Королевской табачной фабрики, корпуса университета рассредоточены по всему городу и на острове Картуха.

## История
В 1505 году папа Юлий II издал буллу по которой существовавший с конца XV века колледж Santa María de Jesús получил право присваивать степени теологии, философии, права, медицины, логики и искусства.
В 1551 году колледж официально получил университетский статус.
Согласно статуту 1621 года в университете было четыре факультета: теологии, права, медицины и искусств.
В правление Карла III в университете стали преподавать математику.
После революции 1868 года факультет теологии был закрыт.
В 1954 году ректорат и ряд факультетов переехали в здание королевской табачной фабрики (XVIII век), где и находятся по сегодняшний день.
В 1960-е годы создаются высшие технические школы архитектуры и промышленных инженеров, факультет наук разделяется на факультеты биологии, физики, химии и математики.
В 1999 году университет присоединился к Болонскому процессу.

## Статистика
На 2009—2010 гг. Севильский университет предлагал 60 образовательных программ первой ступени, 44 магистерские программы и 128 докторских программ, в это же время в нём обучалось 75 000 человек.. На декабрь 2009 года в университете работало 6 924 человека. Бюджет университета на 2010 год составил 472 977 920 евро.

## Известные выпускники
- Томас Хосе Гонсалес Карвахаль — испанский государственный деятель и поэт
- Фелипе Гонсалес — премьер-министр Испании в 1982—1996 гг.
- Бальтасар Гарсон — известный испанский следователь и судья, работавший над делом Аугусто Пиночета.